# Adam Opel
 Ikke at forveksle med Opel Adam.
Adam Opel (født 9. maj 1837 i Rüsselsheim, død 8. september 1895 samme sted) var en tysk industrimand, der grundlagde automobilproducenten Adam Opel GmbH.
Opel begyndte sin karriere hos en låsesmed, inden han rejste ud i Europa som teenager. Han blev hurtigt fascineret af symaskiner, og i 1863 åbnede han en fabrik i Rüsselsheim for at starte en produktion af disse maskiner.
I 1868 giftede Opel sig med Sophie Marie Scheller. De fik fem sønner: Carl, Wilhelm, Heinrich, Friedrich og Ludwig. Alle fem blev senere involveret i virksomhedens drift.
I 1885 udvidede Opel sin virksomhed med en produktion af cykler.
Han døde i 1895, på et tidspunkt hvor selskabet var Europas førende inden for produktion af symaskiner og producerede tillige mange cykler.